# ديفيد دوغان
ديفيد دوغان (بالإنجليزية: David Duggan)‏ هو لاعب كرة قدم أمريكية أمريكي، ولد في 16 يوليو 1963 في كونكورد في الولايات المتحدة.